# Reibtrommel

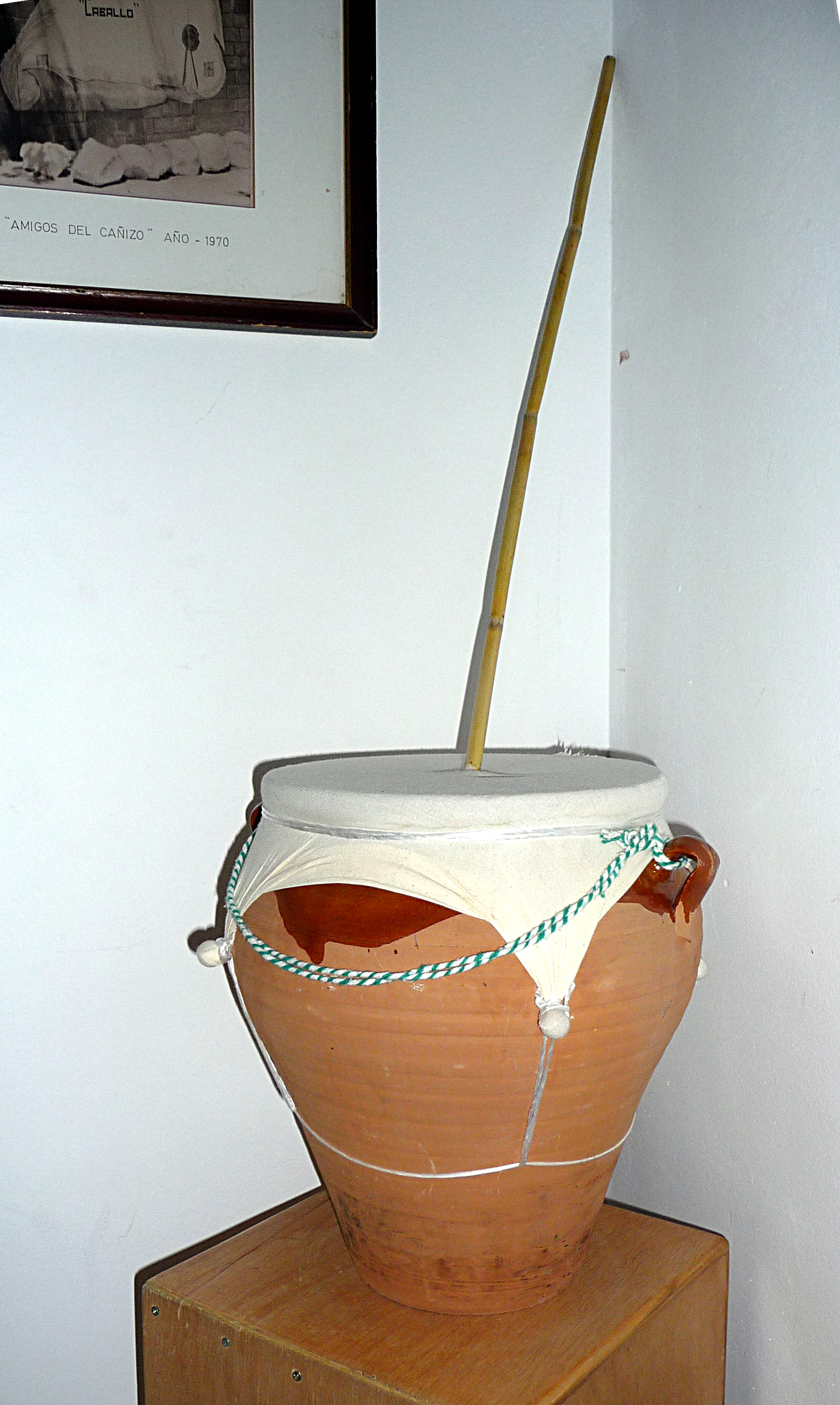
Spanische Stab-Reibtrommel zambomba

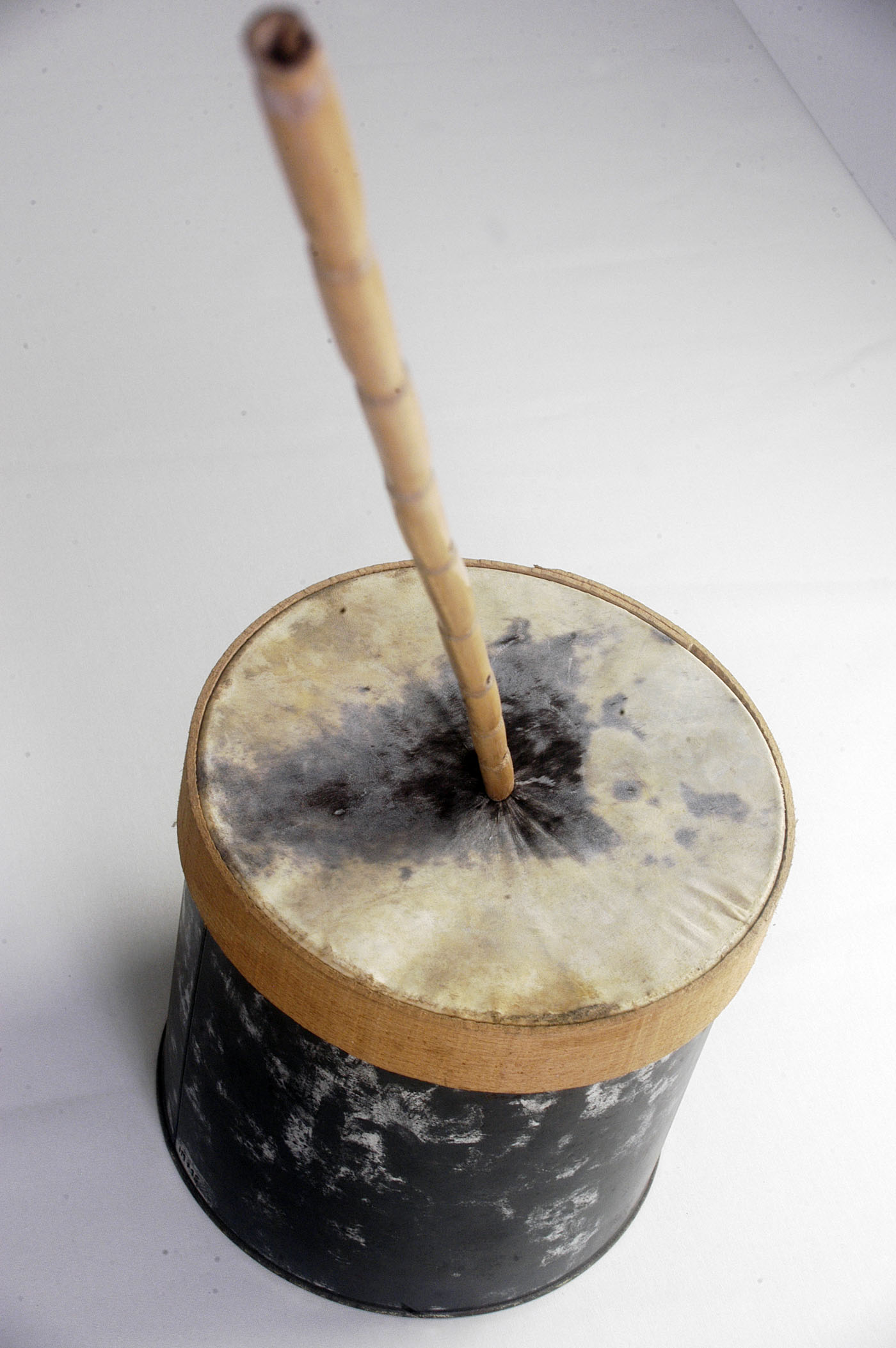
Süditalienische Stab-Reibtrommel putipù

Die Reibtrommel, auch Friktionstrommel, ist ein Musikinstrument aus der Klasse der Membranophone. Im Gegensatz zu Schlagtrommeln wird beim Spiel von Reibtrommeln das Fell nicht durch Anschlagen, sondern durch Reibung in Schwingung versetzt, wodurch im Verhältnis eher langgezogene rauschende, brummende oder quietschende Klänge erzeugt werden können. Ihr Verbreitungsschwerpunkt liegt in Lateinamerika, Europa, Afrika und China. Bei der Stab-Reibtrommel ist ein Stab am unteren Ende an einer Aussackung in der Mitte des Trommelfells fest mit diesem verschnürt. Eine Kerbe am Stab verhindert, dass die Schnurwicklung abrutscht. Bei der Schnur-Reibetrommel ist eine Schnur an der Fellmitte verknotet.

## Einteilung
Die Hornbostel-Sachs-Systematik unterscheidet drei Unterklassen von Reibtrommeln (23):
Stab-Reibtrommeln (231): Das Fell wird durch einen Stab angespielt. Üblicherweise wird der Stab auf die Mitte einer über einen Hohlkörper gespannten Membran leicht aufgesetzt. Wenn mit nassen Fingern am Stab auf und ab gestrichen wird, übertragen sich die so erzeugten Schwingungen des Stabes auf die Membran und bewirken einen Brummton. Zu den Stab-Reibtrommeln zählen:
- der nordeuropäische Brummtopf, assoziativ auch Waldteufel oder Löwengebrüll genannt,
- die brasilianische cuíca,
- die seltene, in Südafrika früher von den Zulu gespielte ingungu, bestehend aus einem Ziegenfell, das über einen Tontopf gespannt ist,[1]
- die kwita der Chokwe im Kongo bestand als Hauptinstrument des kalukuta-Ensembles Anfang des 20. Jahrhunderts aus einer Holzröhre, seit den 1950er Jahren wird ein Blechzylinder verwendet. Der Holzstab wird mit der feuchten rechten Hand im Innern der Trommel gerieben.[2]
- die sambische namalwa (Chitonga, „Löwentrommel“),[3]
- die süditalienische putipù, auch caccavella, cupa cupa und weitere regionale, teilweise onomatopoetische Namen,
- die puita im Kongo mit einem etwa 50 Zentimeter langen, zylindrischen Korpus und einem Stab aus einer Palmblattrippe,
- die vukuvuku der Mbukushu (HaMbukushu) in Botswana, nach ihrem Geräusch eine „Leopardentrommel“, die bei Heilungszeremonien verwendet wird,[4]
- die spanische zambomba.

Schnur-Reibtrommeln (232): Das Fell wird durch eine Schnur angespielt. Zu den Schnur-Reibtrommeln zählen:
- die ukrainische buhaj (ukrainisch бугай),[5]
- der tschechische fanfrnoch mit einem Pferdehaarbüschel,
- die chinesische ha-ma mit einem einzelnen Pferdehaar,
- die türkische kaplan kabağı mit dem Korpus einer Kalebasse.

Hand-Reibtrommeln (233): Das Fell wird mit der Hand gerieben. 
Im Unterschied zur Hornbostel-Sachs-Systematik beschränkt Bigamudre Chaitanya Deva bei seiner Klassifizierung der indischen Musikinstrumente die Gruppe der Reibtrommeln auf solche Trommeln, deren Membran direkt mit der Hand oder einem Gegenstand gerieben wird. Hierzu gehören in den indischen Bundesstaaten Andhra Pradesh und Karnataka die burburi, eine zweifellige Zylindertrommel, die von umherziehenden, die Göttin Mariyamman verehrenden Bettelmusikern gespielt wird, und die Sanduhrtrommel urumi (der timila ähnlich) von Tamil Nadu. Beide Trommeln hängen an einem Band um den Hals des stehenden Musikers, der eine Membran mit einem Stock schlägt und die andere Membran mit der Spitze eines gebogenen Stöckchens reibt. Vergleichbar werden beim Schlagzeugspiel mit Jazzbesen die Trommeln zuweilen nicht nur angeschlagen, sondern auch gerieben.
Die Schwungtrommeln oder Schwungreibtrommeln sind ein Sonderfall der Schnur-Reibtrommeln. Eine Membran dieses Kinderspielzeugs ist über ein Ende einer kleinen Röhre gespannt. Am anderen Ende der in der Mitte der Membran befestigten Schnur befindet sich eine Schlinge, in die eine mit Harz bestrichene ringförmige Kerbe an einem Handgriff gesteckt wird. Wenn ein Kind den Griff dreht und die Trommel herumschleudert, gerät der Faden an der Kerbe in Schwingungen, diese übertragen sich auf die Membran und es entsteht ein Brummton. Schwungtrommeln sind allgemein in Europa verbreitet und in Deutschland als Waldteufel bekannt. Für Nordindien wurden Anfang des 20. Jahrhunderts die Namen megha („Wolke“) und dhurki notiert. Des Weiteren gibt es Berichte vom Anfang des 20. Jahrhunderts über Schwungtrommeln in Ägypten, Ostafrika, Java und China. Das chinesische Kinderinstrument bestand um 1900 aus einer Box aus Pappe in Form einer größeren Tablettenschachtel, an deren Boden mit Hilfe eines Hölzchens eine durch das Innere führende Schnur befestigt war. Wurde die Schachtel herumgeschleudert, so drehte sich die Schnur und produzierte ein lautes hartes Geräusch.